# Spaghetti allo scoglio
Spaghetti allo scoglio (literalmente espaguetis al escollo) es un primer plato italiano muy tradicional de la cocina de Campania.

## Características
Es un plato de espaguetis y mariscos como moluscos (mejillones y almejas) y crustáceos (cigalas y langostinos).
El plato se presenta en dos versiones: con o sin tomate.